# 小行星25800
小行星25800（25800 Glukhovsky）是一颗绕太阳运转的小行星，为主小行星带小行星。该小行星于2000年2月4日发现。

## 轨道参数
小行星25800的轨道半长轴为3.9790994 UA，离心率为0.128。